# Грекова, Анастасия Ивановна
Грекова Анастасия Ивановна (24 ноября 1923, Умирово, Килеевский сельсовет — 1 июня 2000, Уфа) — советский учёный-экономист, преподаватель университета. Доктор экономических наук (1971), профессор (1978). Заслуженный деятель науки РСФСР (1984). Заслуженный деятель науки Башкирской АССР (1974).

## Биография
Анастасия Ивановна Грекова родилась 24 ноября 1923 года в деревне Умирово Белебеевского кантона Башкирской АССР (ныне: Бакалинский район Республики Башкортостан) .
В 1950 году окончила Башкирский государственный педагогический институт имени К. А. Тимирязева. После окончания института занималась партийной работой.
В 1960 году училась в Академии общественных наук при ЦК КПСС (Москва).
В 1953—1956 годах — преподаватель трехгодичной областной партийной школы при Башкирском обкоме КПСС (Уфа).
В 1960—1966 годах А. И. Грекова работала в отделе Экономических исследований Башкирского филала АН СССР, одновременно преподаёт в Башкирском государственном сельскохозяйственном институте (1966—1969).
В 1972—1989 годах — проректор Башкирского государственного педагогического института по научной работе.

## Научная деятельность
Научные исследования Анастасии Грековой посвящены рентным отношениям при социализме, проблемам расширенного воспроизводства, экономическому стимулированию колхозного производства.
Автор более 50 научных трудов.
.

## Основные научные труды
- Материальное стимулирование развития колхозного производства. Уфа, 1962;
- Экономические стимулы повышения доходов колхозов. Уфа, 1966;
- Вопросы выравнивания экономических условий повышения доходов в колхозах. Уфа, 1972.

## Почётные звания
Заслуженный деятель науки РСФСР (1984);
Заслуженный деятель науки Башкирской АССР (1974)